# Медовиця велика
Медови́ця велика (Myza sarasinorum) — вид горобцеподібних птахів родини медолюбових (Meliphagidae). Ендемік Індонезії.

## Підвиди
Виділяють три підвиди:
- M. s. sarasinorum Meyer, AB & Wiglesworth, 1895 — північ Сулавесі;
- M. s. chionogenys Stresemann, 1931 — північ і схід центрального Сулавесі;
- M. s. pholidota Stresemann, 1932 — південний схід Сулавесі.

## Поширення і екологія
Великі медовиці є ендеміками Сулавесі. Вони живуть в гірських тропічних лісах, на висоті від 1700 до 2800 м над рівнем моря.